# Skloart
Skloart je obchodní označení živnosti Richarda Kanty. Hlavními postavami Skloartu jsou právě Richard Kanta a jeho žena Jitka Kantová. Předmětem činnosti Skloartu jsou především klasické práce s vitráží, restaurování vitráží a umělecká tvorba. Manželé společně vytvořili i spolek Za záchranu kostela sv. Jiljí v Libyni.

## Galerie

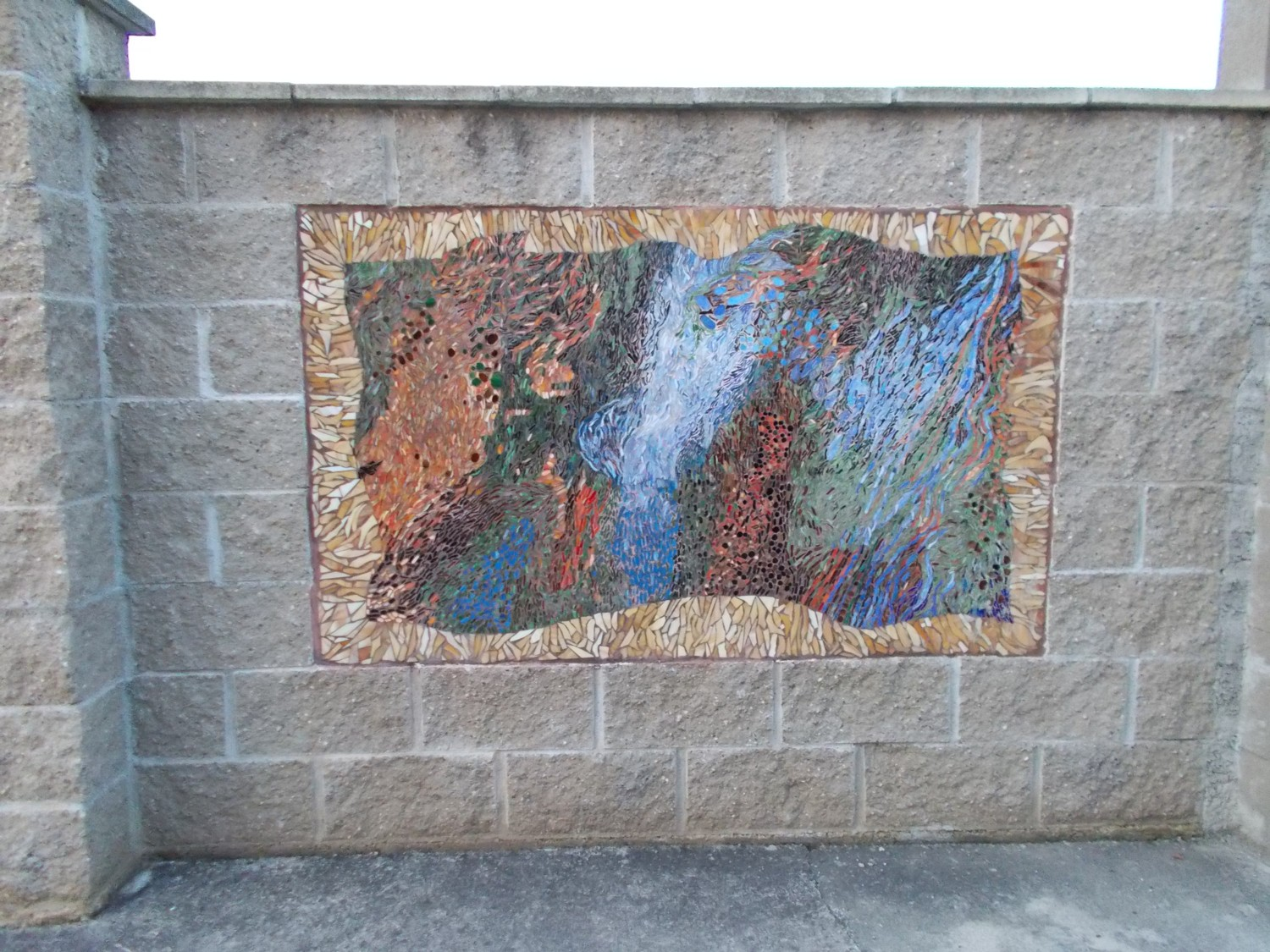
Mozaika na zdi dílny
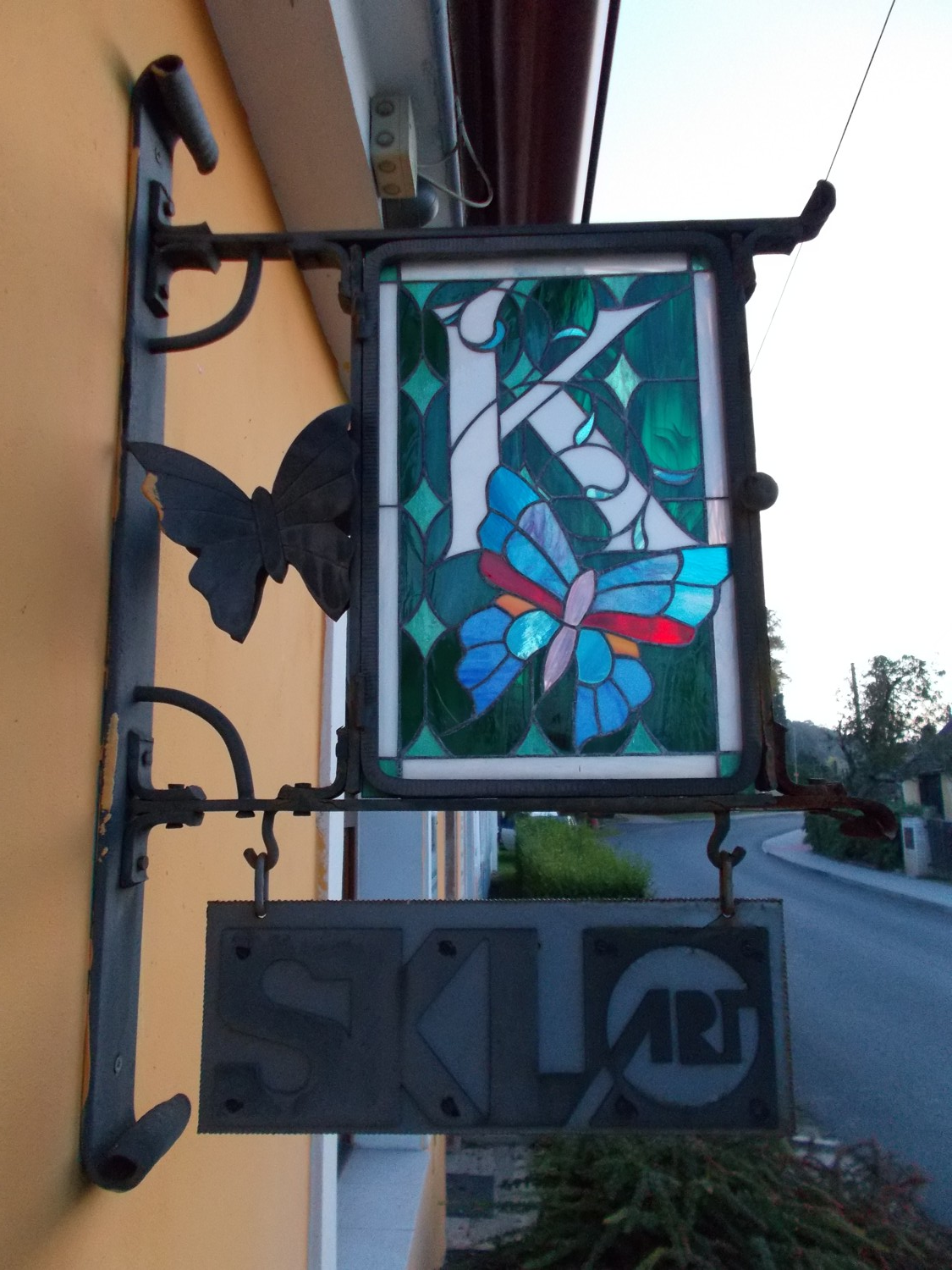
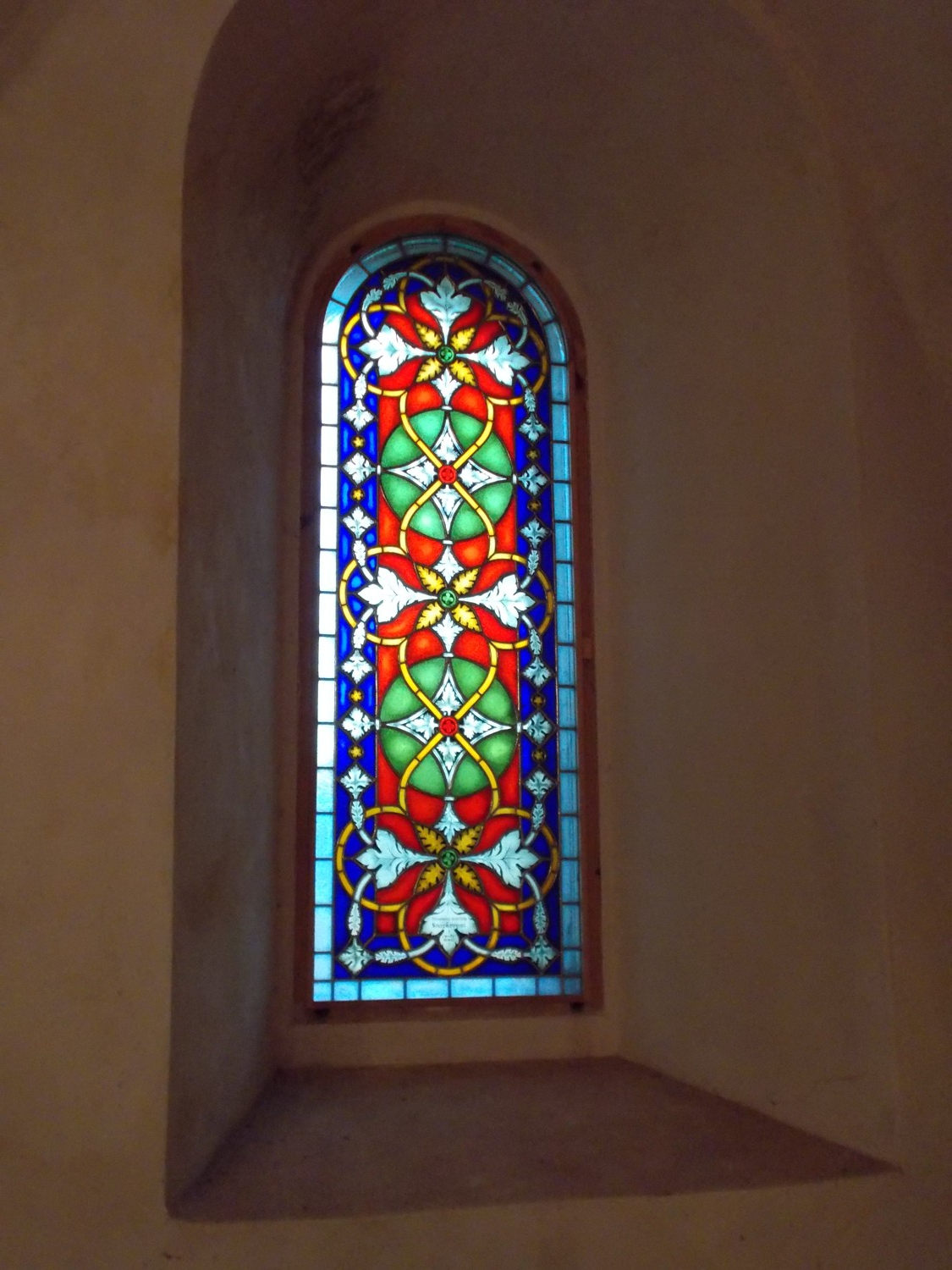
Realizace v kostele sv. Jiljí v Libyni